# Anton Köhler (Politiker)
Anton Köhler (auch Toni Köhler, geboren 16. Dezember 1888 in Hettau, Gemeinde Hrobschitz, Österreich-Ungarn; gestorben 22. November 1969 in Tutzing) war ein deutsch-tschechoslowakischer Politiker.

## Leben
Anton Köhler studierte an der Lehrerbildungsanstalt in Leitmeritz. Er arbeitete von 1907 bis 1914 als Lehrer und danach als Landwirt. In seiner Heimatgemeinde Radowesitz war er ehrenamtlicher Bürgermeister. Köhler wurde stellvertretender Reichsführer im Bund der deutschen Landjugend und arbeitete zwischen 1932 und 1936 als Kanzleidirektor bei der Volkstumsorganisation Bund der Deutschen. Er kandidierte bei den Parlamentswahlen 1929 für die Partei Bund der Landwirte und wurde 1933 als Nachrücker für den verstorbenen Georg Böllmann Abgeordneter im Tschechoslowakischen Abgeordnetenhaus. 
Nach der Eingliederung des Sudetenlandes 1938 an das nationalsozialistische Deutsche Reich wurde Köhler von den Nationalsozialisten verhaftet und war von 1938 bis 1942 im KZ Dachau und im KZ Buchenwald inhaftiert. Nach seiner Entlassung arbeitete er als Bankangestellter. 
Nach Kriegsende war er kurzzeitig erneut Bürgermeister von Radowesitz, er wurde dann wie alle deutschen Einwohner aus der Tschechoslowakei vertrieben. Köhler zog im Oktober 1945 in die SBZ und war bis Juni 1947 Schulrat in Zeitz. Er zog dann nach Fürstenfeldbruck in die amerikanische Zone, wo er sich als Landwirt, Lehrer und Versicherungsvertreter durchschlug. Er engagierte sich in der SPD und war bayerischer Abgeordneter im Zweiten Wirtschaftsrat des Vereinigten Wirtschaftsgebietes. Von 1956 bis 1962 war er Gemeinderat in Feldafing. 